# 海神盔蝦屬
本莫拉海神盔蝦是海神盔蝦屬的唯一物種，屬於節肢動物門、恐蝦綱、放射齒目、赫德蝦科的海神盔蝦亞科。它分布於奧陶紀早期的摩洛哥海域。

## 發現
海神盔蝦的化石產地位於摩洛哥中部小阿特拉斯山脈扎古拉北方的費祖瓦塔地層（Fezouata Formation）。
2015年發表新物種時，總共有3個破碎的個體化石、4塊至少保存了10隻個體不同部位的標本、15個僅含頭部骨片的化石、14組前附肢部分殘留化石，以及10塊來自身體的剛毛葉化石。其正模標本的編號為YPM 237172，此標本是目前完整保存該物種全身且以三維保存於化石中；副模標本共六個，編號為YPM 227556、YPM 525437、YPM 527123、YPM 527125、YPM 226437、YPM 522227。
該物種的化石曾在2011年由彼得·范-羅伊（Van Roy, Peter）、和德里克·布里格斯（Derek E. G. Briggs）發表並討論過，但發現標本過於破碎，無法正式描述。

## 命名
海神盔蝦的屬名－Aegirocassis，開頭「Ægir」是指北歐神話的一位巨人及海洋之神，結尾的「cassis」是拉丁文的盔甲之意，指其尺寸巨大及複雜的頭部骨片。種小名「benmoulai」，是為了致敬穆罕默德·奧·賽義德·本·穆拉（Mohamed Ou Said Ben Moula），他發現了費祖瓦塔地層和海神盔蝦的化石標本。原本種小名為「benmoulae」，後於2015年因命名錯誤而改成「benmoulai」。

## 型態

### 頭部

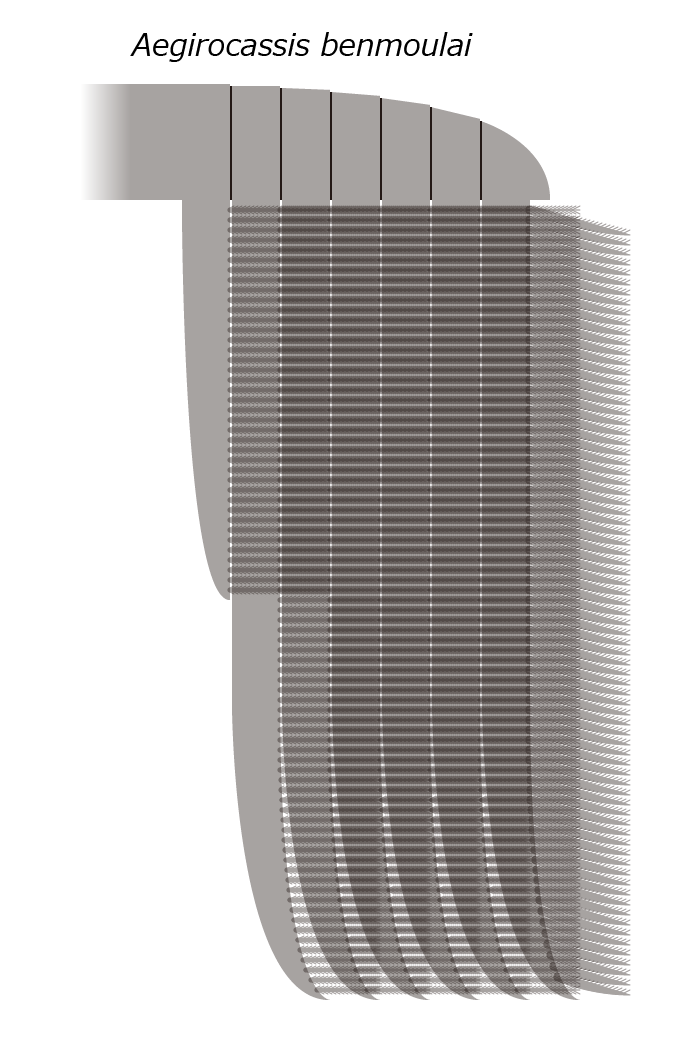
海神盔蝦的前附肢復原圖

頭部包含了三塊頭部骨片（carapace）、一對前附肢（frontal appendage），可能還有眼睛和口錐（oral cone，放射齒目的特殊口器）。海神盔蝦的眼睛和口錐皆沒有保存於化石上；但是在中間骨片與側邊骨片中間有空隙，學者推測空隙部分應該是眼睛，這位置與赫德蝦相近；雖然也有收集到口錐化石，但無法證明屬於海神盔蝦。

#### 前附肢
前附肢共七節。每節腹側均有一根刺，其稱作前附肢棘（endite，ventral spines）。第一節最長，長是高的兩倍，腹側帶有一根前附肢棘。該棘長度約是後面前附肢棘的一半，其後緣具有一列長而梳狀的小刺。剩餘的節較短，但長度一樣，高度為長度的兩至三倍。後面的前附肢棘長度約為節的七到八倍，末端微微向前彎曲。最後一節沒有前附肢棘或剛毛，但末端有一個向下彎曲的刺。前附肢棘的前緣至少有70至80根長扁的剛毛。與前附肢棘連接處被加厚的邊緣環繞。大多數剛毛僅在背側具有一列細密的微刺，但有些剛毛在背側和腹側均帶有微刺。因為微刺較短，並且剛毛而垂直於前附肢棘，從而顯露出第二列微刺。因此剛毛的後緣呈現出由微刺成的 "V" 型結構。

## 資料來源
1. 1 2 3 4  Potin, Gaëtan J.-M.; Gueriau, Pierre; Daley, Allison C. . Frontiers in Ecology and Evolution. 2023-08-09, 11. ISSN 2296-701X. doi:10.3389/fevo.2023.1214109.
2. ↑  土屋健. . 由張, 佳雯翻译. 如何出版社. ISBN 9789861365329.
3. 1 2 3 4 5  Van Roy, Peter; Daley, Allison C.; Briggs, Derek E. G. . Nature. 2015-03-11, 522 (7554). ISSN 0028-0836. doi:10.1038/nature14256.
4. 1 2  Van Roy, Peter; Briggs, Derek E. G.; Gaines, Robert R. . Journal of the Geological Society. 2015-07-07, 172 (5). ISSN 0016-7649. doi:10.1144/jgs2015-017.
5. 1 2 3 4  Van Roy, Peter; Daley, Allison C.; Briggs, Derek E. G.  (PDF). Nature. 2015-03-11, 522 (7554)  [2025-01-18]. ISSN 0028-0836. doi:10.1038/nature14256. （原始内容存档 (PDF)于2021-10-12）.
6. ↑  Van Roy, Peter; Briggs, Derek E. G. . Nature. 2011-05, 473 (7348). ISSN 0028-0836. doi:10.1038/nature09920.